# Манауре (Гуахира)
Манауре (исп. Manaure) — город и муниципалитет на северо-востоке Колумбии, на территории департамента Гуахира.

## Географическое положение

Муниципалитет Манауре

Манауре расположен в северной части департамента, на берегу Карибского моря, на расстоянии приблизительно 793 километров к северо-северо-востоку (NNE) от столицы страны Боготы. Абсолютная высота — 3 метра над уровнем моря.

Площадь муниципалитета составляет 1643 км².

## Население
По данным Национального административного департамента статистики Колумбии, совокупная численность населения города и муниципалитета в 2012 году составляла 92 232 человек.
Динамика численности населения города по годам:
| 2005   | 2006   | 2007   | 2008   | 2009   | 2010   | 2011   | 2012   |
| ------ | ------ | ------ | ------ | ------ | ------ | ------ | ------ |
| 67 584 | 70 724 | 74 122 | 77 596 | 81 139 | 84 744 | 88 445 | 92 232 |

Согласно данным переписи 2005 года мужчины составляли 49,3 % от населения города, женщины — соответственно 50,7 %. В расовом отношении индейцы составляли 88,2 % от населения города; белые и метисы — 11,3 %; негры, мулаты и райсальцы — 0,5 %.
Уровень грамотности среди всего населения составлял 37,9 %.

## Экономика и транспорт
Основу экономики города составляет добыча природного газа, а также добыча поваренной соли. 44,8 % от общего числа городских и муниципальных предприятий составляют предприятия торговой сферы, 25,8 % — предприятия сферы обслуживания, 28,9 % — промышленные предприятия, 0,5 % — предприятия иных отраслей экономики. В километре к востоку от города находится небольшой одноимённый аэропорт.